# Биг, Гунда
Гунда Биг (1858, Нюрнберг, Средняя Франкония — 1913) — одна из основательниц движения за реформу женской одежды в Германии конца XIX-начала XX века.
Её имя включено в композицию «Этаж наследия» Джуди Чикаго.

## Биография
Биг была родом из семьи активных людей. Её дедом был основатель Германского музея в Нюрнберге барон Ауфзес, её отец был директором Нюрнбергского музея промышленных искусств, Kunstgewerbe, а мать была основательницей Школы женского труда в Нюрнберге. Именно в упомянутой школе Биг получила всё своё образование.
Повзрослев, Биг помогла основать первую немецкую организацию по улучшению женской одежды. Её и других реформаторов одежды интересовала не только эстетическая и практическая эволюция одежды, но и размышления об эмансипации женщин через одежду, которую они носили.
В немецкой телефонной и почтовой службе работало более 25 000 женщин. Их униформа предполагала наличие блузки, а дизайн той требовал ношения корсета. В 1912 году был создан профсоюз, Союз телефонисток и сотрудниц телеграфа, который сотрудничал с берлинским офисом организации по реформе одежды, чтобы помочь ввести улучшенную униформу. Предложенная в качестве реформы блузка была разработана и сшита Биг. После того, как проект был завершён, одна из крупных телефонных станций в течение года испытывала его как «возможную альтернативу старомодной „соковыжималке“. Молодые женщины предпочитали её, так что в конце испытательного года она была официально принята в качестве униформы государственных служащих».

## Публикации
В дополнение к своей работе по реформированию одежды, Биг также выпустила многотомный учебник по миру моды под названием Lehrbücher der Modenwelt. Над проектом она сотрудничала с Хедвиг Лехнер.